# Росэксимбанк
Росэксимбанк (АО «Российский экспортно-импортный банк») — государственный специализированный банк, создан в 1994 году в соответствии с Постановлениями Правительства Российской Федерации № 633 от 07.07.1993 «Об образовании Российского экспортно-импортного банка» и № 16 от 11.01.1994 «О Российском экспортно-импортном банке». Основная цель деятельности АО «Росэксимбанк» — предоставление финансовой и гарантийной поддержки российским экспортерам для обеспечения максимального охвата потребностей экспортеров в финансировании экспортных операций и поддержке их экспортной деятельности. С 2015 года Росэксимбанк осуществляет свою деятельность в рамках Российского экспортного центра — государственного института поддержки экспорта, созданного на базе Внешэкономбанка при поддержке Правительства РФ.
Из-за вторжения России на Украину, банк находится под санкциями США, Канады, Украины и Австралии.

## Деятельность
Банк является агентом правительства РФ и выполняет функции по обеспечению государственной поддержки экспорта — выдает по запросу различные виды гарантий и кредитов от своего имени. Росэксимбанк обслуживает несырьевых экспортеров, причем большую часть клиентского портфеля составляют средние и крупные экспортные проекты.

### Рейтинговые оценки
В 2020 году рейтинговое агентство АКРА присвоило Росэксимбанку рейтинговую оценку AA(RU) со стабильным прогнозом. Рейтинг ежегодно подтверждался, в 2024 году был повышен до AA+(RU).
Рейтинговое агентство «Эксперт РА» в 2015 году присвоило банку рейтинговую оценку A++ со стабильным прогнозом, в 2017 году рейтинг был заменён на ruAA и ежегодно подтверждался (2018-2023). В 2024 году повышен до ruAA+.

## Участие в организациях
Росэксимбанк является членом следующих российских и международных организаций:
- Ассоциация Российских банков (АРБ)
- Московская биржа
- Российский финансово-банковский союз (РФБС)
- РОССВИФТ
- S.W.I.F.T.
- Ассоциация участников вексельного рынка (АУВЕР)
- Некоммерческое партнерство «Национальный комитет содействия экономическому сотрудничеству со странами Латинской Америки»